# Transcaucasia
- Commons
- Wikispecies

Transcaucasia é um género botânico pertencente à família Apiaceae.
A autoridade científica do género é M. Hiroe, tendo sido publicada em Umbelliferae of the World 616. 1979.

## Espécies
Segundo a base de dados The Plant List o género tem 1 espécie descrita e nenhuma aceite. A espécie descrita, com estatuto de não resolvida é:
- Transcaucasia armwnia M.Hiroe